# Tillandsia truncata
Tillandsia truncata là một loài thuộc chi Tillandsia. Đây là loài đặc hữu của Ecuador.